# Darryl Sharpton
Darryl Sharpton (El Portal, 22 giugno 1988) è un giocatore di football americano statunitense che gioca nel ruolo di linebacker per i Washington Redskins della National Football League (NFL). Fu scelto nel corso del quarto giro (102º assoluto) del Draft NFL 2010 dagli Houston Texans. Al college ha giocato a football all'Università di Miami.

## Carriera professionistica

### Houston Texans
Sharpton fu scelto nel corso del quarto giro del Draft NFL 2010 dagli Houston Texans. Nella sua stagione da rookie disputò 12 gare, 6 delle quali come titolare, mettendo a segno 34 tackle e un sack. Nella stagione successiva scese a 8 presenze e 12 tackle. Nel 2012, Sharpton giocò 7 gare della stagione regolare, facendo registrare 28 tackle e il primo intercetto in carriera, nella gara della settimana 13 vinta contro i Tennessee Titans. Nella stagione successiva disputò 15 partite, 8 delle quali come titolare, terminando con un nuovo primato personale di 87 tackle.

### Washington Redskins
Il 13 marzo 2014, Sharpton firmò un contratto annuale del valore di due milioni di dollari con i Washington Redskins.

## Vittorie e premi
Nessuno

## Statistiche
| Partite totali      | 42  |
| Partite da titolare | 19  |
| Tackle              | 161 |
| Sack                | 1,0 |
| Intercetti          | 1   |
| Fumble forzati      | 1   |

Statistiche aggiornate alla stagione 2013